# 불새 (2004년 드라마)
《불새》는 2004년 4월 5일부터 2004년 6월 29일까지 방영된 MBC 월화 드라마이다.

## 등장인물

### 주요 인물
- 이서진 : 장세훈(윌리엄 장) 역 - 아메리칸 드림을 이룬 신화의 주인공
- 이은주 : 이지은 역 - 리빙헬프 팀장, 세훈의 옛사랑
- 정혜영 : 윤미란 역 - 세훈과 함께 자동차를 타고 가다가 사고를 당해 걸을 수 없게 됨.
- 에릭 : 서정민 역 - 서린그룹의 황태자

### 이지은의 주변 인물
- 김빈우 : 이영은(15세/25세) 역 - 지은의 여동생, 모델 지망생
- 이유진 : 남복자(22세/32세) 역 - 지은과 단짝인 친구, 서린그룹 계열사 서린홈쇼핑 PD
- 이경진 : 조현숙(40대 중반/50대 중반) 역 - 철없는 지은의 엄마, 조울증과 당뇨병까지 있음.
- 한인수 : 이상범(40대 후반) 역 - 지은의 아버지, 교통 사고로 사망
- 김동현 : 여진(18세/28세) 역 - 서린그룹 계열사 서린홈쇼핑 PD, 복자를 짝사랑함.

### 장세훈의 주변 인물
- 김병세 : 김호진(27세/37세) 역 - 변호사 집안의 변호사, 세훈의 선배, 세훈과 지은의 사랑을 안타까워함. 영은과 결혼한다.
- 심양홍 : 윤 회장(50대 후반) 역 - 미란의 아버지. 미국에서 부동산 에이젼트로 성공하고 돈에 관한 한 무섭도록 계산적임.

### 그 밖의 주변 인물
- 박근형 : 서문수(60대 초반) 역 - 서린그룹 회장, 정민의 아버지, 세훈의 힘을 빌려 국제적인 기업으로 발돋움하려 함.
- 성수현 : 노영석(25세) 역 - 홈쇼핑 모델, 자칭 영은의 로드매니저
- 윤성훈 : 최군(30대 초반) 역 - 미란의 운전기사
- 김부선 : 강지선 역 - 서문수의 아내, 호적에는 올라가 있지 않음.

### 그 외 인물
- 박영지 : 박성준 전무 역
- 남영진 : 장세훈의 지도교수 역
- 박주희 : 지은의 친구 희영 역
- 이미선 : 지은의 친구 역
- 서일현 : 희영의 신랑 역
- 이옥정 : 지은의 친구 역
- 현숙희 : 지은네 도우미 아줌마 역
- 홍찬
- 서범식 : 지은의 아버지를 오토바이로 친 사람 역
- 전현 : 리빙헬프를 통해 생일 파티를 연 고객 역
- 문영미 : 리빙헬프 대표 역
- 백종헌 : 세훈이 단골 바 바텐더 역
- 김윤희 : 리빙헬프 팀장 역
- 공재원 : 경찰 역
- 김일웅
- 이경미
- 김현기
- 염재욱
- 김세민 : 서린그룹 실장 역
- 이종래 : 미란의 주치의 역
- 주부진 : 미란이네 도우미 아줌마 역
- 성인자 : 정민이네 도우미 아줌마 역
- 오협 : 세훈의 수행원 역
- 장경희 : 서린그룹 사장실 김 비서 역
- 김혜민
- 장남경
- 최범호
- 이지희 : 점장 역
- 신은경
- 윤유선 : 정신과 의사 역

### 우정출연
- 지상렬 : 주유소 진상 손님 역

### 특별출연
- 권성덕 : 前 신영섬유 공장장 역

## OST
| #   | 제목                            | 가수   | 재생 시간 |
| --- | ------------------------------- | ------ | --------- |
| 1.  | 〈Prologue '불새'〉             |        | 1:17      |
| 2.  | 〈인연〉                        | 이승철 | 4:38      |
| 3.  | 〈널 위한 사랑〉                | 신재홍 | 3:58      |
| 4.  | 〈그날이후〉                    | 나무   | 4:18      |
| 5.  | 〈Love Theme I〉                |        | 2:58      |
| 6.  | 〈이별〉                        | 이서진 | 4:45      |
| 7.  | 〈Mal De Siecle〉               |        | 5:17      |
| 8.  | 〈내 눈물속에〉                 | 조은   | 4:47      |
| 9.  | 〈너의 곁으로〉                 | Blue   | 3:41      |
| 10. | 〈이별 (Instrumental)〉         |        | 4:45      |
| 11. | 〈널 위한 사랑 (Instrumental)〉 |        | 3:58      |
| 12. | 〈Acoustic Guitar (with 나무)〉 |        | 4:30      |
| 13. | 〈너의 곁으로 (Instrumental)〉  |        | 3:41      |
| 14. | 〈Love Theme II〉               |        | 4:17      |
| 15. | 〈인연 (Instrumental)〉         |        | 4:38      |
| 16. | 〈Epilogue '10년 이후'〉        |        | 2:25      |

## 수상
- 2004년 MBC 연기대상 남자 최우수상, 베스트 커플상 이서진
- 2004년 MBC 연기대상 여자 최우수상, 베스트 커플상 이은주
- 2004년 MBC 연기대상 여자 우수상 정혜영
- 2004년 MBC 연기대상 남자 인기상, 남자 신인상 에릭

## 연장
- 당초 24부작으로 기획되었으나 후속작 《영웅시대》의 준비가 여의치 않자[1] 2편 늘린 26회로 막을 내렸다.

## 참고 사항
- 당초 김희선이 이지은 역으로 낙점[2]됐으나 영화 촬영 문제 뿐 아니라 옛 연인이었던 에릭이 캐스팅되자 그를 배려하는 차원에서 출연을 포기했다.
- 김승우가 원래 남자 주인공으로 확정되었으며 이 과정에서 김남주에게도 여주인공 제안이 왔으나[3] 김남주는 개인사정으로 출연을 포기했고 이 과정에서 김승우도 캐스팅 제의를 거절하였다.
- 주인공들이 계란을 던지며 스트레스를 푸는 장면이 나와 비난을 받았다.[4]
- 부와 권력에 대한 집착과 미화 문제 때문에[5] 비난을 받았다.
- 2004년 6월 29일 방송에서 자체 최고시청률 31.7%(TNS미디어)와 27.9%(닐슨코리아)를 기록하며 막을 내렸다.[6]
- 2019년 개국한 MBC ON에서 재방송되었다.